# Zaporíjia
Zaporíjia (em ucraniano:  Запоріжжя, Zaporijjia; em russo:  Запорожье, Zaporoje; em russo:  Запорожье) é uma cidade da Ucrânia, situada no oblast de Zaporíjia. Tem 331 km² de área e sua população em 2020 foi estimada em 728.000 habitantes.
Localiza-se nas margens do rio Dniepre. Foi fundada em 1770, e denominou-se Aleksandrovsk até 1921.

## Nomes e etimologia
Até 1921 a cidade tinha o nome de Alexandrovsk devido a uma fortaleza (em russo:  Александровская крепость, Alexandrovskaia krepost) que fazia parte do Império Russo. Em 1921, o nome da cidade mudou para o ucraniano Zaporijjia (russo: Zaporoje).
O nome "Zaporijjia" refere-se literalmente à posição da cidade localizada além das corredeiras — a jusante, ou ao sul das corredeiras do rio Dniepre, um grande impedimento à navegação no passado. Em 1932, as corredeiras do rio Dniepre foram inundadas para se tornar parte do reservatório da Estação Hidrelétrica de Dniepre.
Nomes atuais e históricos da cidade, e suas representações, incluem: Zaporijjia, ou Zaporíjia (em ucraniano:  Запорі́жжя, transl. Zaporijjia; também Zaporoje (em russo:  Запоро́жье, transl. Zaporóje, IPA: [zəpɐˈroʐjɪ]), e anteriormente Alexandrovsk (em russo:  Алекса́ндровск, transl. Alexándrovsk [ɐlʲɪˈksandrəfsk] ou Oleksandrivsk ( em ucraniano:  Олекса́ндрівськ, transl. Oleksándrivsk,  [olekˈsɑnd⁽ʲ⁾r⁽ʲ⁾iu̯sʲk]).

## História

### Cossacos zaporojianos e Hetmanato
A primeira menção confirmada aos cossacos ucranianos remonta a 1492, quando atacaram um navio turco para libertar cativos .

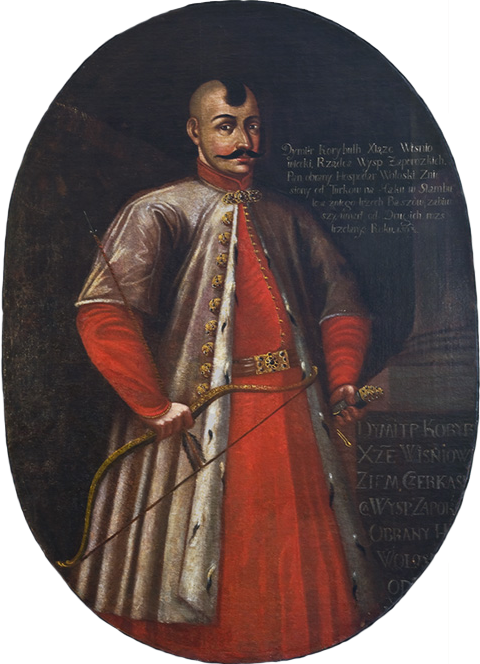
Retrato de Dmytro Vyshnevetsky

Os Cossacos zaporojianos formaram uma estrutura independente na época de Dmytro Vyshnevetsky, em meados do século XVI, quando ele construiu o primeiro Sich na ilha de Khortytsia (no centro da moderna cidade de Zaporíjia) para proteger as terras ucranianas de ataques constantes. por tártaros e turcos  .
Durante a existência dos cossacos ucranianos, seus centros em diferentes épocas foram 8 fortalezas (Sich): 1. Khortytska (1556-1557), 2. Tomakivska (anos 70-80 do século XVI), 3. Bazavlutska (1593-1593) .). 1638) 4. Mykytynska (1639-1652), 5. Chortomlytska (1652-1709), 6. Kamianska (1709-1711 e 1730-1734), 7. Olechkivska (1711-1728), 8. Nova (Pidpilnenska) Sich (1734-1775) .

Territórios controlados pelos cossacos ucranianos no século 18 (azul denota Hetmanato
e amarelo denota Cossacos zaporojianos)

Catarina II da Rússia aboliu o Hetmanato em meados do século XVIII e destruiu Sich no último quartel do século XVIII (1775), o durar otaman dos cossacos de Zaporizhia, Petro Kalnyshevsky, foi ilegalmente condenado e morreu na prisão no norte da Rússia , e ela transformou mais tarde a população ucraniana em servos . A política de russificação foi levada a cabo: foi oficialmente proibido usar a língua ucraniana e ensiná-la .

### Império Russo (1654–1917)

#### Fundação de Zaporíjia

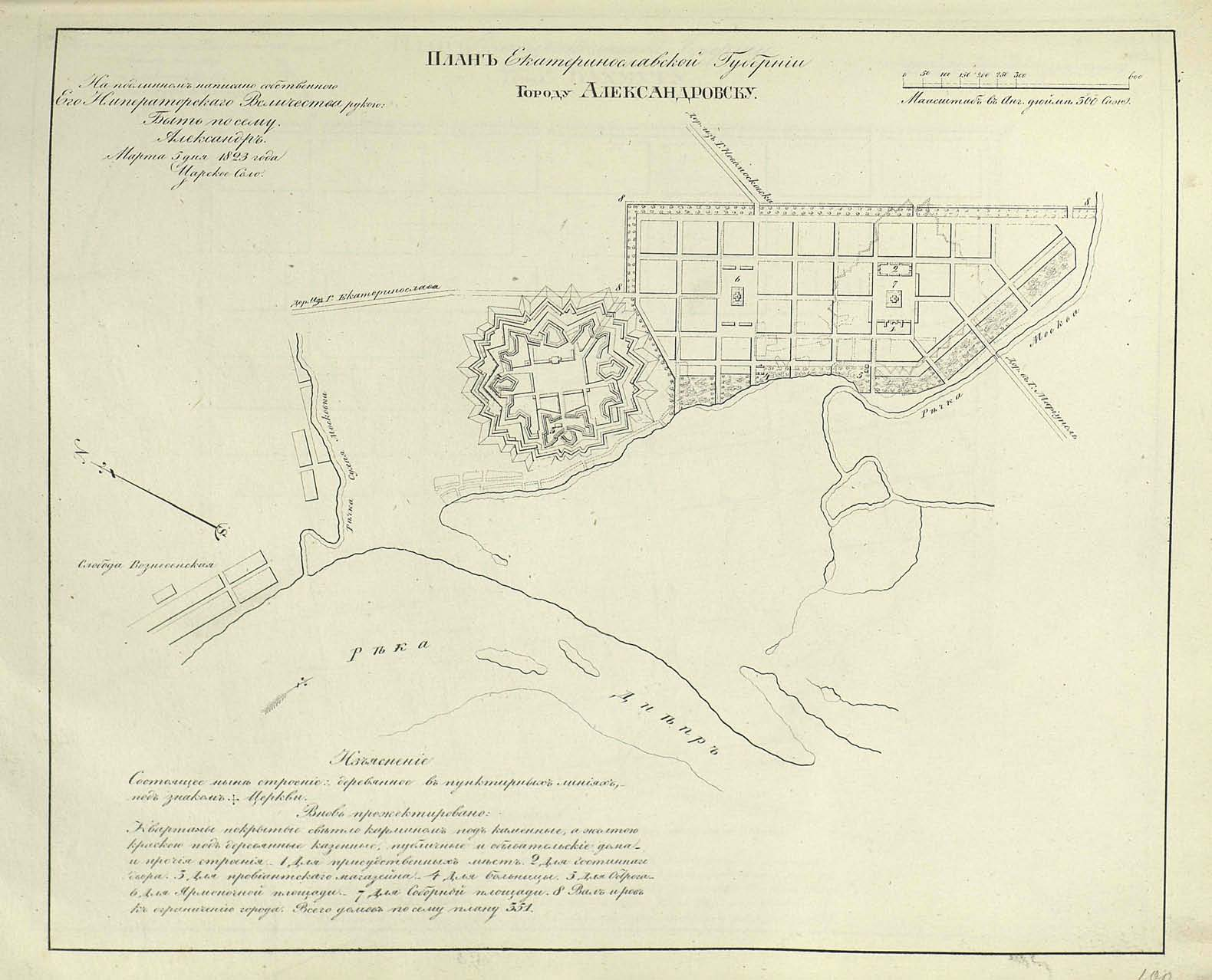
Um plano de Alexandrovsk, 1823

Em 1770 a fortaleza de Alexandrovskaia (Александровская) foi erguida, sendo esse considerado o ano da fundação de Zaporíjia. Como parte da Linha de Defesa do Dniepre, a fortaleza protegia os territórios do sul do Império Russo das invasões dos tártaros da Crimeia. É incerto qual a o Alexander homenageado pela fortaleza. Alguns acreditam que foi Alexandr Golitsyn, o general que serviu Catarina, a Grande. Outras possibilidades são o príncipe Alexandr Viazemski ou Alexandr Rumiantsev .
Em 1775, a Rússia e o Império Otomano assinaram o tratado de paz de Küçük Kaynarca, segundo o qual as terras do sul da planície russa e da península da Crimeia se tornaram territórios governados pela Rússia. Como resultado, a Fortaleza Alexandrovskaia perdeu seu significado militar e se converteu em uma pequena cidade rural provincial, conhecida desde 1806 sob o nome de Alexandrovsk (Александровск).

#### Colonos menonitas

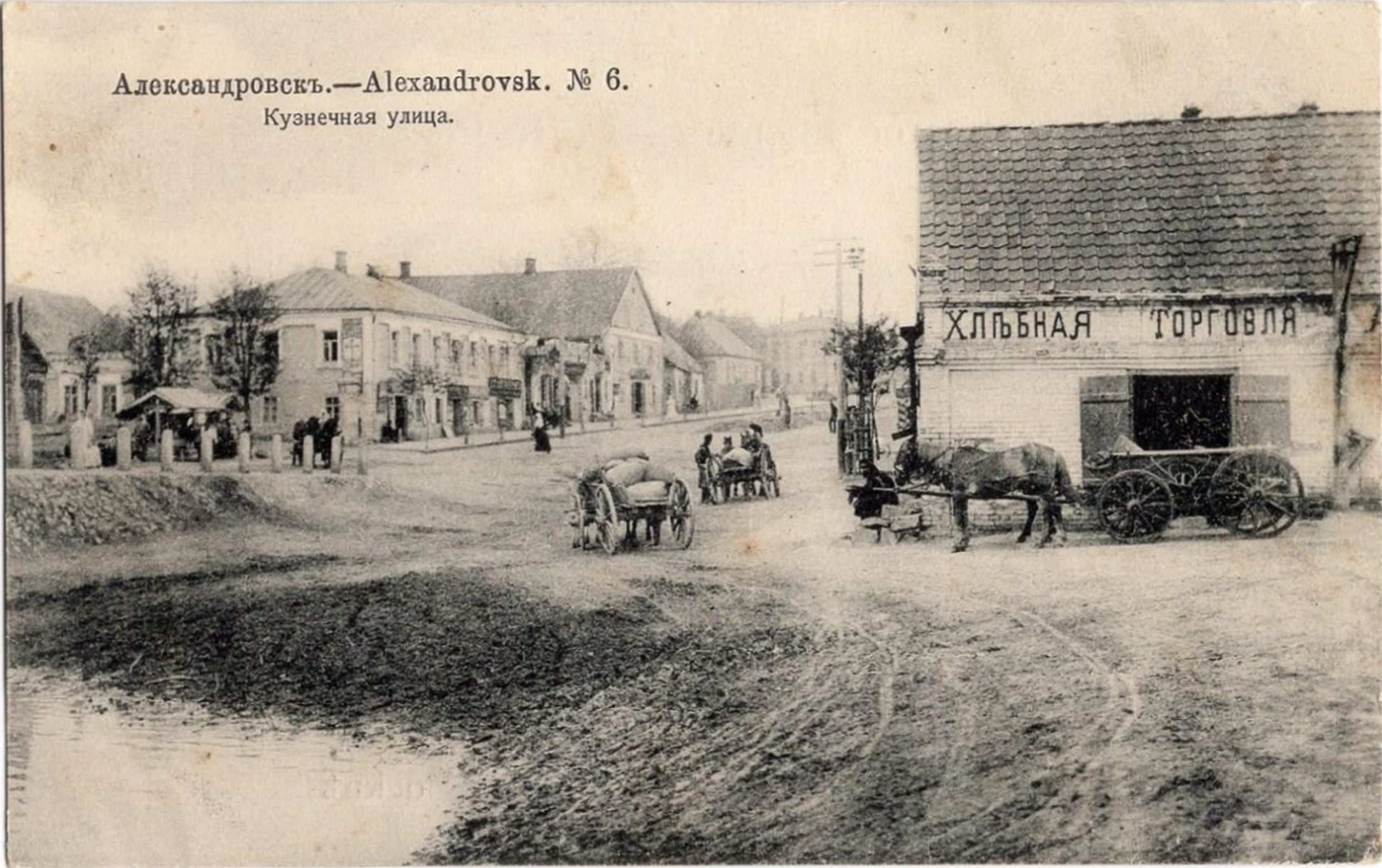
Uma vista de Alexandrovsk no final do século XIX

Em 1789, menonitas vindos de Danzigue (Prússia) aceitaram o convite de Catarina, a Grande, para estabelecer várias colônias na área da cidade moderna. A ilha de Khortytsia foi presenteada a eles para "posse perpétua" pelo governo russo. Em 1914, os menonitas venderam a ilha de volta à cidade. Os menonitas construíram moinhos e fábricas agrícolas em Alexandrovsk.
Durante a Revolução Russa e especialmente devido à Segunda Guerra Mundial, a maioria dos menonitas fugiram para a América do Norte e do Sul, além de serem realocados à força para o leste da Rússia. Atualmente, poucos menonitas vivem em Zaporíjia, embora na área muitos edifícios industriais e casas construídas por menonitas sejam preservados.

#### A balsa
Em 1829, foi proposta a construção de um teleférico através do Dniepre. A balsa podia transportar uma dúzia de carroças. O projeto foi aprovado pelo czar e mais tarde foi utilizado em outras partes do Império Russo. Em 1904 a balsa foi substituída pela Ponte Kitchkas  (Кичкасский), que foi construída na parte mais estreita do rio chamada "Garganta do Lobo", perto da parte norte da ilha de Khortytsia.

#### Guerra civil (1917–1921)
A Ponte Kitchkas foi de importância estratégica durante a Guerra Civil Russa e transportava tropas, munições, feridos e suprimentos médicos. Por causa desta ponte, Alexandrovsk e seus arredores foram palco de combates ferozes de 1918 a 1921 entre o Exército Vermelho e os exércitos brancos de Denikin e Wrangel, o Exército Popular Ucraniano de Petliura e as tropas germano-austríacas, e após sua derrota, a luta com os insurgentes liderados por Grigoriev e Makhno. A ponte foi danificada várias vezes. O dano mais sério foi infligido pelas tropas de Makhno quando se retiraram de Alexandrovsk em 1920 e explodiram um vão de 40 metros de largura no meio da ponte.
O Comissário do Povo das Ferrovias Dzerjinski, do governo bolchevique, coordenou o reparo da ponte. A planta metalúrgica em Dnipropetrovsk construiu uma seção de substituição. A ponte Kitchkas reabriu em 14 de setembro de 1921. Em 19 de outubro de 1921, o Conselho Soviético de Trabalho e Defesa (presidido por Lenin) concedeu à ferrovia Ekaterininski a Ordem da Bandeira Vermelha da República Socialista Soviética da Ucrânia pela restauração precoce da Ponte Kitchkas.

### Na época da Ucrânia soviética como parte da URSS (1922–1991)

#### Industrialização nos anos 1920-1930

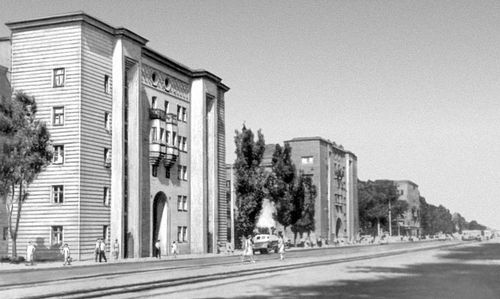
Bairro residencial-"SotsGorod". Edifícios na Avenida Sobornyi (arquiteto Lavrov, construído em 1936)

No início do século XX, Zaporíjia era uma pequena cidade rural do Império Russo, que adquiriu importância industrial durante a industrialização realizada pelo governo soviético em 1920–1930. A 10 quilômetros da cidade velha de Alexandrovsk, na parte mais estreita do rio Dniepre, foi planejada a construção da usina hidrelétrica, a mais poderosa da Europa na época. Mais tarde, a estação foi nomeada "DnieproHES", a usina siderúrgica – "Zaporijstal'" (Fábrica de Aço Zaporijjia), e a parte nova da cidade – "Sotsgorod". (cidade socialista)  A produção da fábrica de alumínio ("DAZ" – Usina de Alumínio do Dniepre) de acordo com o plano deveria exceder a produção total de alumínio da Europa naquele momento.
O Instituto Estadual de Desenho de Usinas Metalúrgicas (RU) (GIPROMEZ) desenvolveu um projeto de criação do Complexo Industrial do Dniepre. A GIPROMEZ consultou várias empresas, incluindo a Freyn Engineering Company de Chicago (EUA), que participou do projeto e construção dos altos-fornos.
Na década de 1930, a American United Engineering and Foundry Company construiu um laminador de tiras, que produzia tiras de aço para laminação a quente e a frio. O laminador era uma cópia da siderúrgica Ford River Rouge. A capacidade anual do moinho atingiu 600 000 toneladas. A largura da tira era de 66 polegadas. Havia uma segunda seção que usava uma cópia soviética do laminador de tiras Demag AG que produzia tiras de aço de 45 polegadas de largura.

#### A barragem hidroelétrica DniproHES

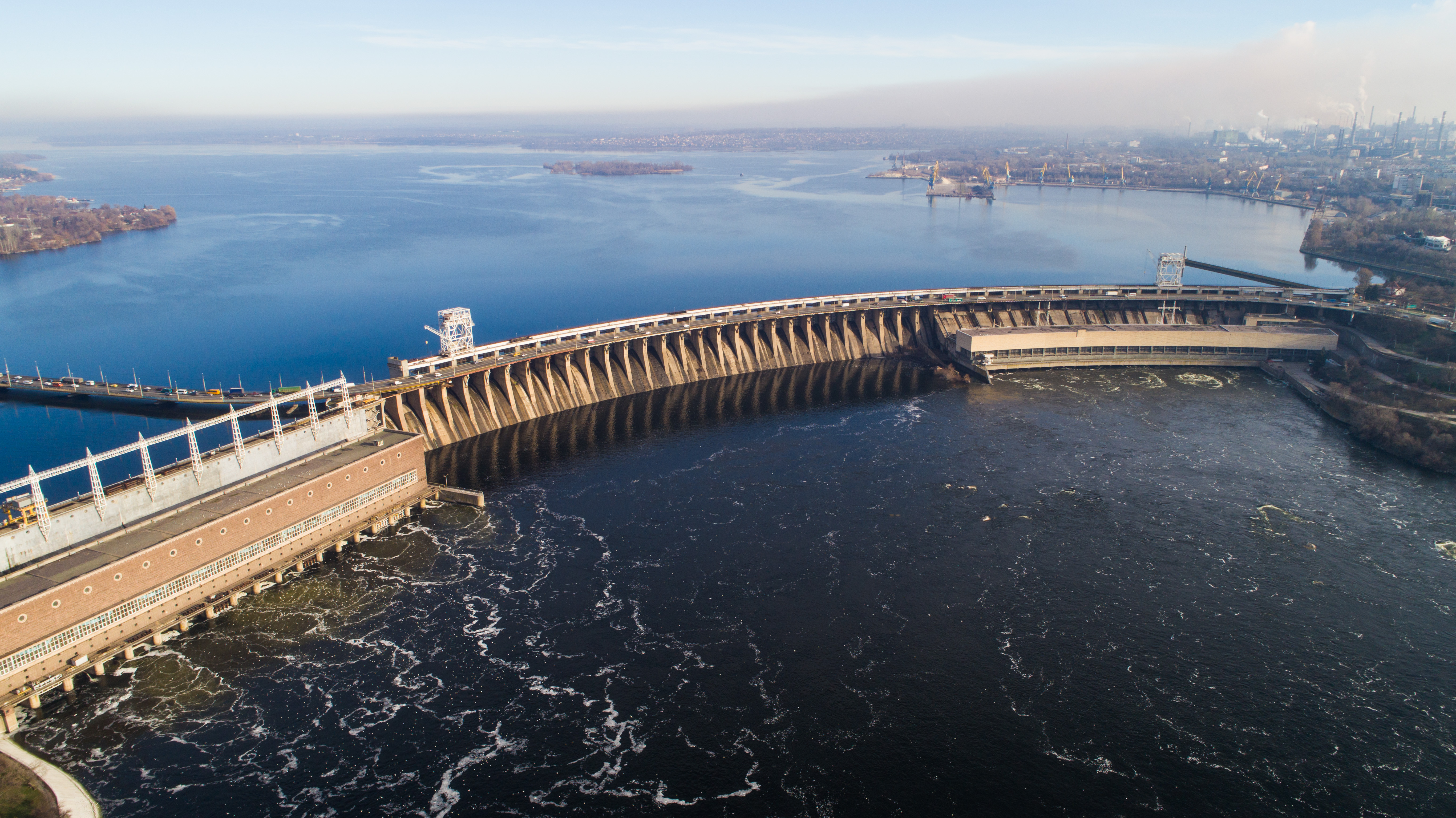
Usina hidrelétrica do Dniepre.

O ponto de virada na história da cidade foi a construção da hidrelétrica (DniproHES), iniciada em 1927 e concluída em 1932. O principal projetista do projeto foi IG Alexandrov ( RU ), o gerente de construção – AV Vinter ( RU ), o arquiteto-chefe – VA Vesnin e o principal conselheiro americano – o coronel Hugh Cooper.

#### A cidade do socialismo (Sotsgorod)
Entre a hidrelétrica e a área industrial a 10 km do centro da antiga Alexandrovsk foi estabelecido o distrito residencial n.º 6, que foi nomeado "Sotsgorod".
A ideia principal que orientava os arquitetos era a criação de uma cidade-jardim, uma cidade do futuro. Casas de vários andares (não mais de 4 andares) com apartamentos grandes e espaçosos foram construídas em Sotsgorod, com amplos quintais plantados com grama e árvores ao redor dos edifícios. Nikolai Kolli, VAVesnin, GMOrlov, VGLavrov e outros projetaram o DniproHES e o SotsGorod. Le Corbusier visitou a cidade poucas vezes na década de 1930. Os arquitectos utilizaram as ideias da arquitectura construtivista.
Grande Zaporíjia
O Distrito n.º. 6 é uma pequena parte do projeto global chamado de Grande Zaporíjia. Este projeto para a cidade visava permitir que meio milhão de pessoas vivessem em sete áreas diferentes: Voznesenka, Baburka, Kitchkas, Alexandrovsk, Pavlo-Kitchkas e na Ilha de Khortytsia. Cada distrito deveria ser independente dos outros e ainda fazer parte de uma cidade unida. A linha da cidade deveria ser estendida ao longo das margens do rio Dniepre por 22 km.

#### Pontes ferroviárias no Dniepre
A localização da ponte Kitchkas coincidia com a zona de inundação da barragem hidrelétrica. Inicialmente, foi planejado desmontá-la e reconstruí-la em outro local. Mas o conselho de especialistas determinou que isso não seria econômico, pois era mais barato construir uma nova ponte.
A construção da barragem hidroelétrica significou que uma nova ponte foi necessária para levar a ferrovia sobre o Dniepre. Em vez de ter uma única ponte, como antes, decidiu-se passar a ferrovia sobre a ilha de Khortytsia. A parte mais larga do rio entre Khortytsia e a cidade é conhecida como o Novo Dniepre, e a parte mais estreita entre Khortytsia e os subúrbios na margem direita do rio é conhecida como o Velho Dniepre. O Novo Dniepre foi atravessado por uma ponte de dois níveis de três arcos. Cada um dos arcos se estende por 140 metros. Quando incluídos os vãos de aproximação, o comprimento total é de 715 metros pesando 8 480 toneladas.
O Velho Dniepre foi atravessado por uma ponte em arco de um só vão de 224 metros, formando a maior ponte de vão único da Europa na época. Esta ponte pesava 5 220 toneladas. Ambas as pontes foram projetadas pelo professor Streletsky. As novas pontes foram inauguradas em 6 de novembro de 1931. A ponte Kitchkas foi demolida depois.

### Segunda Guerra Mundial (1941–1945)

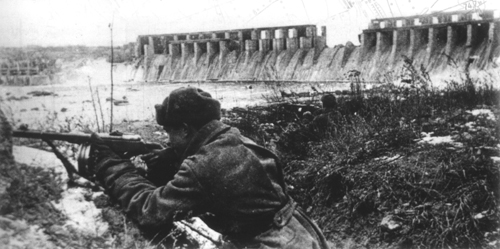
Um soldado do Exército Vermelho perto da represa hidrelétrica do Dniepre.

#### Ocupação alemã
A guerra entre a URSS e a Alemanha nazista começou em 22 de junho de 1941.
Após a eclosão da guerra, o governo soviético iniciou a evacuação dos equipamentos industriais da cidade para a Sibéria. As forças de segurança soviéticas NKVD atiraram em prisioneiros políticos na cidade. Em 18 de agosto de 1941, elementos do 1.º Grupo Panzer alemão chegaram aos arredores de Zaporíjia na margem direita e tomaram a ilha de Khortytsia.
O Exército Vermelho abriu um buraco de 120 m por 10 m na barragem hidrelétrica do Dniepre (DniproHES) às 16h de 18 de agosto de 1941, produzindo uma onda de inundação que varreu de Zaporíjia a Nikopol, matando moradores locais e soldados de ambos os lados. "Como nenhum número oficial de mortos foi divulgado na época, o número estimado de vítimas varia muito. A maioria dos historiadores coloca entre 20 000 e 100 000, com base no número de pessoas que viviam nas áreas inundadas". Após dois dias, os defensores da cidade receberam reforços e mantiveram a margem esquerda do rio por 45 dias. Durante esse tempo, as pessoas desmontavam máquinas pesadas, as embalavam e as carregavam na plataforma ferroviária, marcadas e contabilizadas com diagramas de fiação. Só a Zaporijstal exportou 9 600 vagões com o equipamento. Zaporíjia foi tomada em 3 de outubro de 1941.
A ocupação alemã de Zaporíjia durou 2 anos e 10 dias.  Durante esse período, os alemães mataram mais de 35 000 pessoas e enviaram 58 000 pessoas para a Alemanha como trabalho forçado. Os alemães usaram trabalho forçado (principalmente prisioneiros de guerra) para tentar restaurar a hidrelétrica do Dniepre e as siderúrgicas. Os cidadãos locais estabeleceram uma organização de resistência clandestina na primavera de 1942.
As linhas ferroviárias Krivoi Rog–Stalingrado e Moscou–Crimeia, que passam por Zaporíjia foram importantes linhas de abastecimento para os alemães em 1942–43, mas a grande ponte ferroviária de três arcos Dniepre em Zaporíjia foi explodida pelo Exército Vermelho quando estavam em retirada em 18 de agosto de 1941, com mais trabalhos de demolição feitos em setembro de 1941 e os alemães não a colocaram de volta em operação até o verão de 1943.
Quando os alemães reformaram o Grupo de Exércitos Sul em fevereiro de 1943, tinham seu quartel-general em Zaporíjia. A perda de Carcóvia e de outras cidades fez com que Adolf Hitler voasse para este quartel-general em 17 de fevereiro de 1943, onde permaneceu até 19 de fevereiro e conheceu o comandante do grupo, o Marechal de Campo Erich von Manstein, sendo persuadido a permitir que o Grupo de Exércitos Sul lutasse contra uma defesa móvel, que rapidamente levou a que muito do terreno perdido fosse recapturado pelos alemães na Terceira batalha de Carcóvia. Hitler visitou o quartel-general em Zaporíia novamente em 10 de março de 1943, onde foi informado por von Manstein e seu colega da força aérea o Marechal de Campo Wolfram Freiherr von Richthofen. Hitler visitou a sede em Zaporíjia pela última vez em 8 de setembro de 1943. Em meados de setembro de 1943, o Grupo de Exércitos mudou sua sede de Zaporíjia para Kirovogrado (agora chamada Kropyvnytskyi).
Tanto a grande ponte ferroviária sobre o Novo Dniepre quanto a menor sobre o Velho Dniepre foram danificadas em um ataque aéreo por um grupo de oito aeronaves Ilyushin Il-2 liderados pelo tenente A Usmanov em 21 de setembro de 1943.

#### Libertação
Em meados de agosto de 1943, os alemães começaram a construir a linha de defesa Panther-Wotan ao longo do Dniepre, de Kiev à Crimeia, e recuaram para ela em setembro de 1943. Os alemães mantiveram a cidade como uma ponte sobre o Dniepre com elementos do 40.º Panzer e do 17.º Corpo. A Frente Sudoeste Soviética, comandada pelo general do exército Rodion Malinovski, atacou a cidade em 10 de outubro de 1943. Quando os defensores conseguiram deter os ataques, o Exército Vermelho reforçou suas tropas e lançou um ataque noturno surpresa às 22:00 do dia 13 de outubro, "lançando uma barragem de artilharia maior do que qualquer coisa vista até à data (quando 'divisões' inteiras de artilharia apareceram pela primeira vez) e lançando nada menos que dez divisões fortemente apoiadas".
O Exército Vermelho invadiu a cabeça da ponte, forçando os alemães a abandoná-la em 14 de outubro de 1943. Os alemães em retirada destruíram quase completamente a usina siderúrgica Zaporijstal; demoliram a grande ponte ferroviária novamente, e demoliram o prédio da turbina, danificando 32 das 49 baías da barragem hidrelétrica de Dniepre. A cidade tem uma rua entre os distritos de Voznesenskyi e Oleksandrivskyi e um memorial no distrito de Oleksandrivskyi dedicado ao tenente do Exército Vermelho que comandou o primeiro tanque a entrar em Zaporíjia; ele e sua tripulação foram mortos na batalha pela cidade.
O Exército Vermelho não recapturou as partes da cidade na margem direita até 1944.
A reconstrução da barragem hidroelétrica do Dniepre começou em 7 de julho de 1944. A primeira eletricidade foi produzida a partir da barragem restaurada em 3 de março de 1947.

### Contemporâneo (1991–tempo atual)

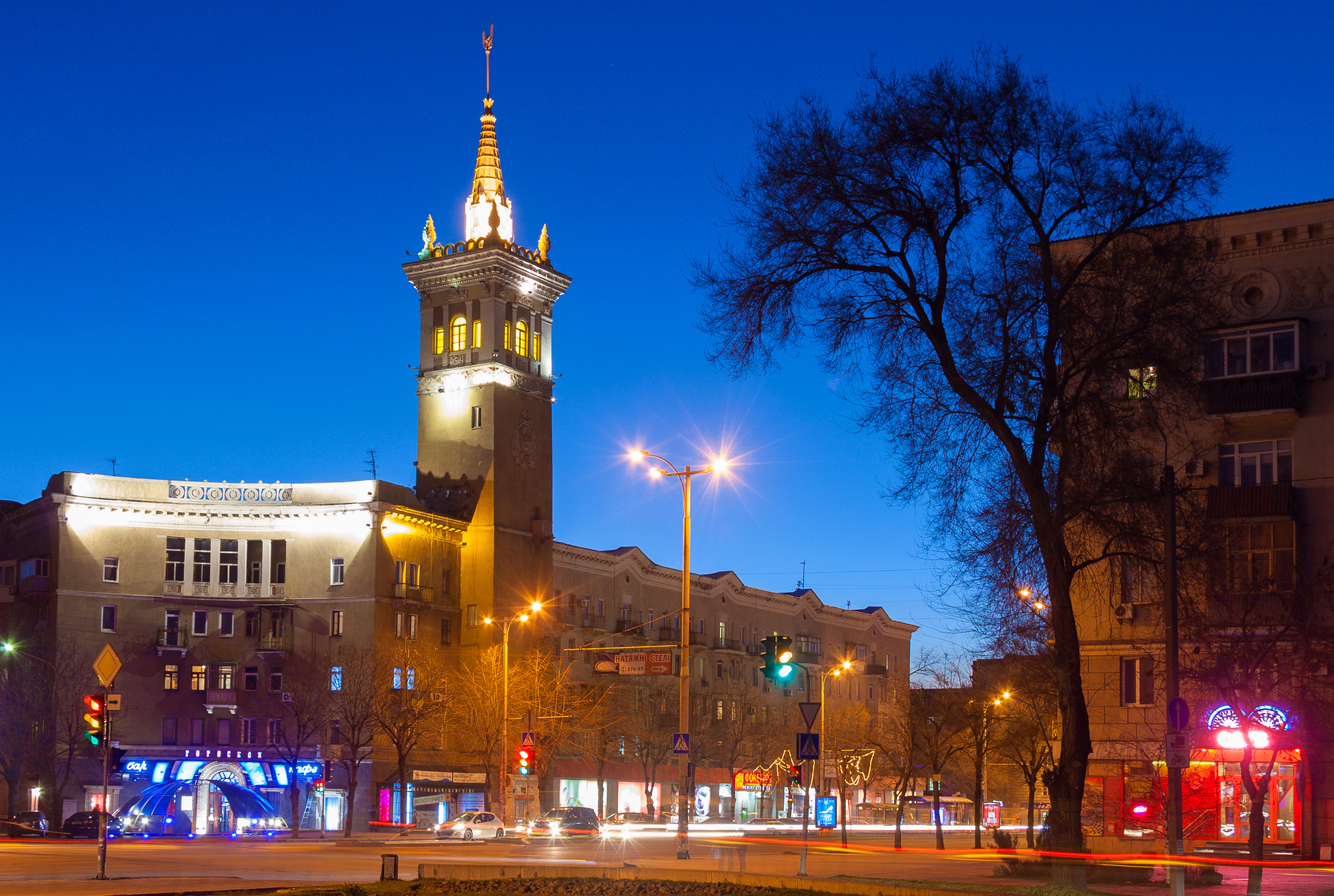
Zaporíjia moderna (2015).

#### Novas pontes sobre o Dniepre
A conexão de transporte de automóveis entre os bairros da margem direita e o centro da cidade através da ponte Preobrajensky já apresentava engarrafamentos no final dos anos 1990. Em 2004, foi iniciada a construção de novas pontes sobre o [[Rio Dniepre|]Dniepre]. A construção das pontes parou logo após o início devido à falta de financiamento. O desenho do projeto estava em revisão, com custo estimado em 8 bilhões de grívnias, em oposição aos 2 bilhões originais (8 biliões de grívnias e 2 biliões de grívnias em português europeu).

#### Eventos Euromaidan, 2013–2014
Durante as ocupações da administração estadual do Euromaidan em 2014, protestos contra o presidente Viktor Ianukovytch também foram realizados em Zaporíjia. Em 23 de fevereiro de 2014, o prédio da administração estadual regional de Zaporíjia foi ocupado por 4 500 manifestantes, em meados de abril de 2014 houve confrontos entre ativistas ucranianos e pró-russos . Os ativistas ucranianos superaram os manifestantes pró-Rússia.

#### Renomeando ruas da cidade, plantas, centros culturais (2016)
Em 19 de maio de 2016, o parlamento ucraniano aprovou a chamada "Lei de Descomunização". Devido a essas leis, o conselho da cidade teve que renomear mais de 50 ruas principais e as partes administrativas da cidade, os monumentos dos líderes da União Soviética (Lenin e Félix Dzerjinski) foram destruídos. Os nomes que homenageiam os líderes soviéticos nos títulos de usinas industriais, fábricas, centros culturais e DniproHES foram removidos.

#### Invasão russa (2022)
Durante a invasão da Ucrânia pela Rússia em 2022, as forças russas estiveram envolvidas em ataques contínuos à cidade. Em 27 de fevereiro, alguns combates foram relatados na periferia sul de Zaporíjia. As forças russas começaram a bombardear Zaporíjia mais tarde naquela noite. Em 3 de março, as forças russas que se aproximavam da Usina Nuclear de Zaporíjia foram disparadas ao desativar um tanque e responderam causando um incêndio e preocupação com um possível colapso nuclear. Os bombeiros conseguiram controlar o fogo. As forças militares russas dispararam mísseis em Zaporíjia na noite de 12 e 13 de maio.
Em 30 de setembro de 2022, o presidente russo Vladimir Putin assinou um decreto de anexação de quatro oblasts ucranianos, após realizar referendos internacionalmente considerados como fraudulentos e ilegais nas áreas das regiões sob ocupação militar russa. O oblast de Zaporíjia foi incluído no decreto, apesar de não estar totalmente sob domínio das forças russas; a cidade de Zaporíjia, capital localizada em seu norte, segue sob controle ucraniano.

## Geografia
A cidade está localizada no sudeste da Ucrânia. O rio Dniepre divide a cidade em duas partes entre elas está localizada a ilha de Khortytsia. A cidade abrange 334 km² a uma altitude de 50 metros acima do nível do mar.
A flora da ilha de Khortytsia é única e diversificada devido ao ar seco da estepe e uma grande bacia de água doce ao redor, que em certo grau limpa o ar poluído pelas indústrias. A ilha de Khortytsia  é um parque nacional. A superfície da ilha é cortada por grandes ravinas (balka), percursos pedestres e monumentos históricos. A ilha é uma área de lazer muito popular para crianças e adultos. Há um grande número de sanatórios, resorts e centros de saúde. Lá também se encontram praias de areia para banho e outras atividades aquáticas. RU 

## Governança

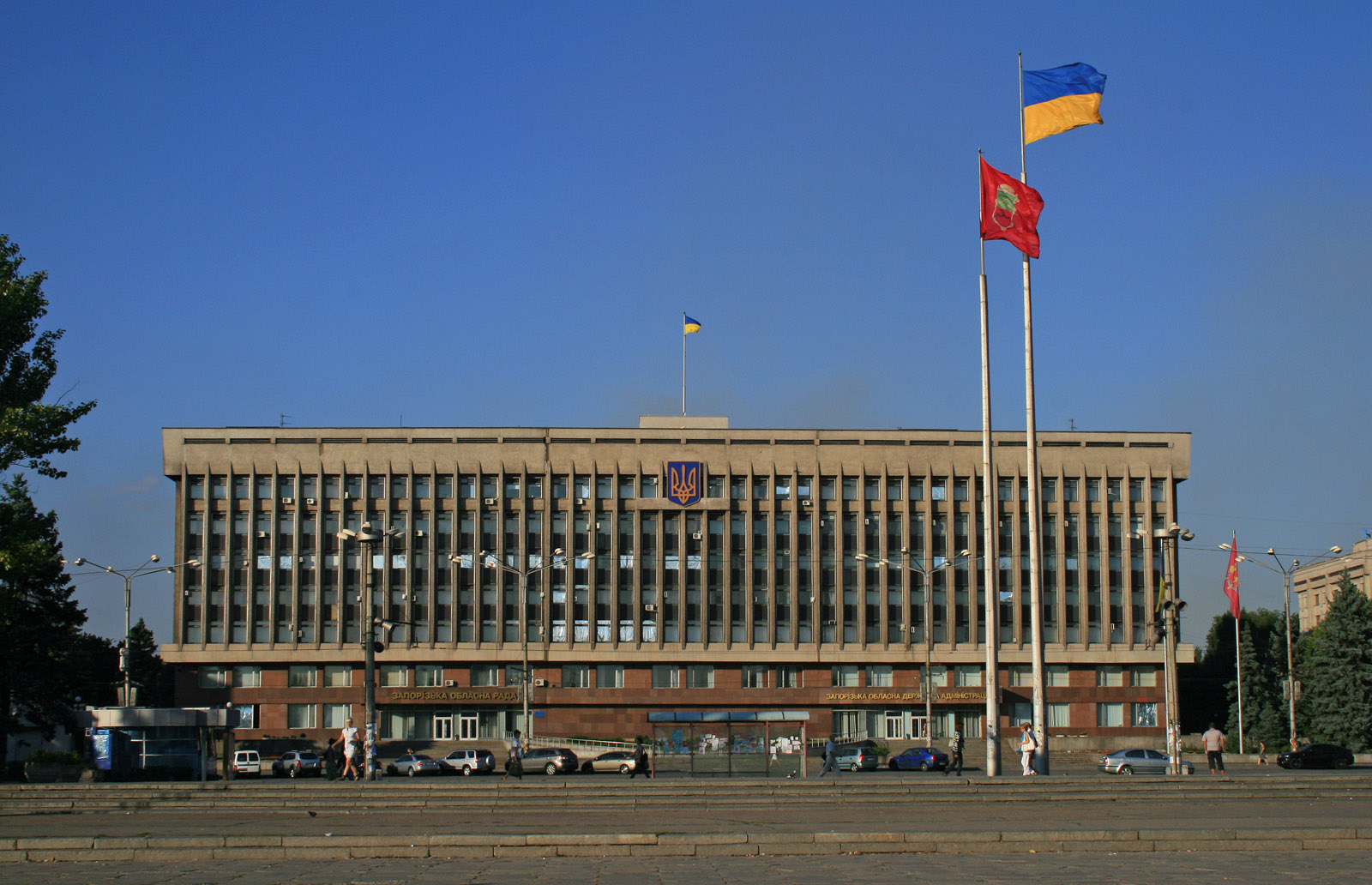
O edifício da administração regional de Zaporíjia

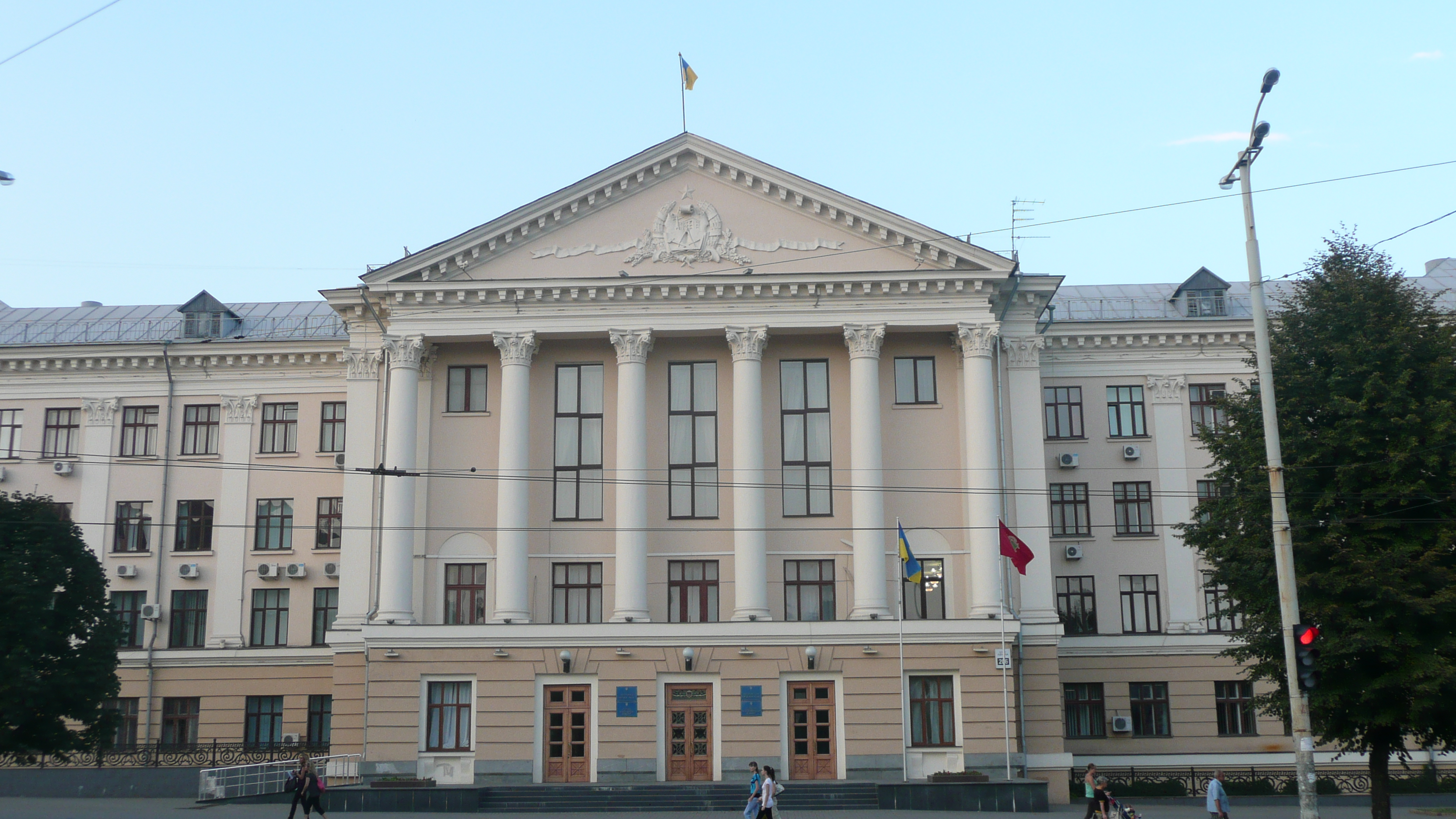
O edifício do conselho da cidade de Zaporíjia

Zaporíjia é uma sede regional do oblast de Zaporíjia e uma cidade de importância regional, o que significa que tem uma forma de autogoverno dentro do oblast (região).

### Subdivisão administrativa
A cidade é dividida em 7 raions administrativos.

Raions da cidade. 1. Oleksandrivsky, 2. Zavodsky, 3. Komunarsky, 4. Dniprovsky, 5. Voznesenivsky, 6. Khortytsky e 7. Shevchenkivsky

## Demografia
A população da cidade vem diminuindo desde os primeiros anos da independência do estado. Em 2014–2015, a taxa de crescimento da população foinegativa (-0,56% por ano).
Em janeiro de 2017, a população da cidade era de 750 685 habitantes
| Ano  | População | Fonte  |
| ---- | --------- | ------ |
| 1781 | 329       |        |
| 1795 | 1 230     | [ 59 ] |
| 1804 | 2 500     | [ 59 ] |
| 1824 | 1 716     | [ 15 ] |
| 1859 | 3 100     | [ 15 ] |
| 1861 | 3 819     | [ 59 ] |
| 1864 | 4 354     | [ 15 ] |
| 1870 | 4 601     | [ 60 ] |
| 1885 | 6 707     |        |
| 1894 | 16 100    |        |
| 1897 | 16 393    |        |

| Ano  | População | Fonte         |
| ---- | --------- | ------------- |
| 1900 | 24 196    |               |
| 1902 | 35,000    | [ 15 ]        |
| 1910 | 38 000    |               |
| 1913 | 63 000    | [ 59 ]        |
| 1915 | c. 60 000 | [ 15 ]        |
| 1916 | 72 900    | [ 59 ]        |
| 1917 | 58 517    |               |
| 1926 | 55 744    |               |
| 1937 | 243 148   | [ 61 ]        |
| 1939 | 289 188   | [ 62 ] [ 63 ] |
| 1943 | 120 000   | [ 62 ]        |

| Ano  | População | Fonte             |
| ---- | --------- | ----------------- |
| 1956 | 381 000   | [ 64 ]            |
| 1959 | 449 000   |                   |
| 1970 | 658 000   |                   |
| 1971 | 676 000   | [ 63 ]            |
| 1979 | 781 000   |                   |
| 1989 | 897 600   |                   |
| 1991 | 896 600   |                   |
| 2001 | 815 300   |                   |
| 2010 | 776 918   |                   |
| 2011 | 775 678   |                   |
| 2015 | 757 650   | [ligação inativa] |
| 2017 | 750 685   |                   |

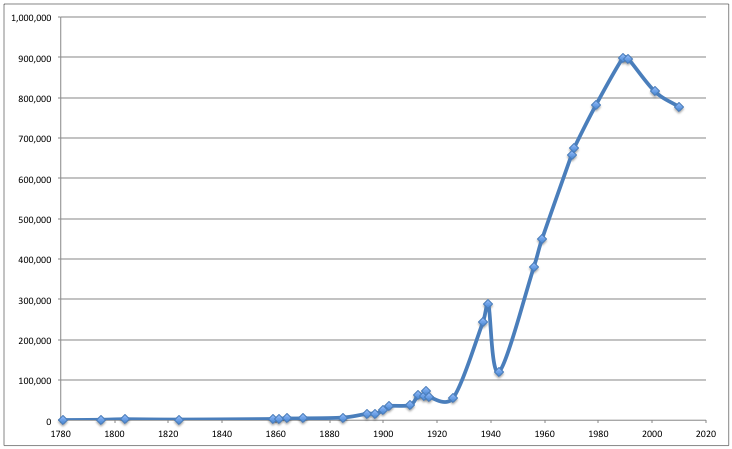
Gráfico da População de Zaporíjia

De acordo com o censo de 2001, Zaporíjia tinha a seguinte estrutura étnica: 
| Total (milhares) | ucranianos | russos | bielorrussos | búlgaros | judeus | georgianos | armênios | tártaros | azeris | roma (ciganos) | pólos    | alemães | moldavos | gregos |
| ---------------- | ---------- | ------ | ------------ | -------- | ------ | ---------- | -------- | -------- | ------ | -------------- | -------- | ------- | -------- | ------ |
| 815,3            | 573        | 207    | 5,5          | 3,6      | 3,4    | 3,11       | 3,08     | 2,2      | 1,2    | 0,92           | 0,78-1,8 | 0,76    | 0,72     | 0,6    |
| 100%             | 70,28%     | 25,39% | 0,67%        | 0,44%    | 0,42%  | 0,38%      | 0,38%    | 0,27%    | 0,15%  | 0,11%          | 0,1%     | 0,09%   | 0,09%    | 0,07%  |

### Linguagem
O ucraniano é usado para negócios oficiais do governo.
Língua nativa dos moradores de Zaporíjia, de acordo com o censo na Ucrânia (porcentagem):
| Linguagem | 1897 | 1926 | 1989 | 2001 |
| --------- | ---- | ---- | ---- | ---- |
| ucraniano | 43,0 | 33,8 | 41,3 | 41,6 |
| russo     | 24,8 | 52,2 | 57,0 | 56,8 |
| iídiche   | 27,8 | 9,7  | 0,1  |      |

As seguintes denominações religiosas estão presentes em Zaporíjia: 

### Cristandade
Ortodoxia
A maioria dos cidadãos são cristãos ortodoxos da Igreja Ortodoxa Ucraniana (Patriarcado de Moscou) ou Igreja Ortodoxa da Ucrânia. Entre as igrejas ortodoxas, a Igreja da Intercessão, que está sob o Patriarcado de Moscou, é a mais popular. Há também a Igreja de São Nicolau e a Catedral de Santo André na cidade.
Protestantismo
O protestantismo é representado por:
- União Ucraniana de Cristãos de Fé Evangélica ;
- Igreja Adventista do Sétimo Dia ;
- Igreja do Evangelho Pleno .

Catolicismo
O catolicismo é representado por:
- Igreja Greco-Católica Ucraniana ;
- A Igreja Católica Romana .

### Judaísmo
O judaísmo ortodoxo é representado por uma união e seis comunidades.

### Islamismo
No distrito de Zaporíjia há cinco comunidades que fazem parte da Administração Espiritual de Muçulmanos da Ucrânia e quatro comunidades muçulmanas independentes..

### Hinduísmo
A cidade abriga uma filial da Academia Védica .

## Economia

### Indústria
Zaporíjia é um importante centro industrial da Ucrânia, com a principal fabricante de automóveis do país, a mundialmente famosa fabricante de motores de aeronaves Motor-Sich. Bem abastecida com eletricidade, Zaporíjia forma, juntamente com a vizinha Bacia do Donets e as minas de manganês de Nikopol e Kryvyi Rih, um dos principais complexos industriais da Ucrânia.

### Geração de eletricidade
Zaporíjia é um grande centro gerador de eletricidade. Existem centrais hidroeléctricas, como a  Estação Hidroelétrica do Dniepre "DniproHES " e a maior central nuclear da Europa. As usinas de Zaporíjia geram cerca de 25% de todo o consumo de eletricidade da Ucrânia. A Usina Nuclear de Zaporíjia está localizada perto do Enerhodar (Енергода́р, que significa doador de energia ), a cerca de 60 km de Zaporíjia, sendo a maior usina nuclear da Europa. Também em Enerhodar, está a Central Térmica de Zaporíjia .

## Atrações
Zaporíjia tem uma filarmônica, alguns museus, teatros, bibliotecas. Entre eles estão:
- Teatro Acadêmico Magara
- Laboratório Municipal de Teatro «VIE»
- Teatro para espectadores jovens
- Teatro de Equitação «Cossacos Zaporijianos»
- Museu Regional de Zaporíjia
- Museu Nacional de História dos Cossacos Zaporijianos
- Museu de Arte Regional de Zaporíjia
- Museu da Aviação Motor Sich
- Biblioteca Científica Universal da Região de Zaporíjia

## A infraestrutura
A cidade de Zaporíjia é um importante centro de transporte na Ucrânia e possui um sistema de transporte profundamente desenvolvido que inclui opções rodoviárias, ferroviárias, fluviais e aéreas para transporte de passageiros, cargas e serviços públicos. O transporte público da cidade inclui ônibus, minivans, bondes, trólebus e ferrovias.
O único aeroporto da cidade que está localizado a leste da cidade (margem esquerda do Dniepre) inclui voos domésticos e internacionais. A oeste da cidade (margem direita do Dniepre) está localizado o aeródromo menor Shyroke.

## Cidades gêmeas e cidades irmãs
Zaporíjia tem um acordo sobre as relações das cidades irmãs com: 
| - Lahti, Finlândia, desde 1953 - Belfort, França, desde 1967 - Birmingham, Reino Unido, desde 1973 - Líncia, Áustria, desde 1983 - Oberhausen, Alemanha, desde 1986 - Yichang, China, desde 1993 - Magdeburgo, Alemanha, desde 2008 - Xunquim, China - Zestaponi, Geórgia - Steinbach, Manitoba, Canadá, desde 2018 |

Além disso, em 1969 a cidade renomeou uma de suas ruas "Wrocław" (Breslávia em português), e o governo comunista de Breslávia reconhecendo que eles deveriam homenagear a cidade ucraniana de maneira semelhante e uma parte da Sudecka foi renomeado para rua Zaporoska (Zaporíjia em polaco).